# ピョートル・レイテル
ピョートル・レイテル (Piotr Rytel、1884年5月16日 - 1970年1月2日) は、ポーランドの作曲家、音楽教育者、音楽評論家。ヴィリニュスで生まれ、ワルシャワで没した。ピョートル・リテル、ピエール・リヒテル等の表記もある。

## 生涯
レイテルは1903年から1908年までワルシャワ音楽院（現在のショパン音楽アカデミー）で、ピアノをアレクサンドル・ミヒャロヴスキー (Aleksander Michałowski) に、作曲をジグムント・ノスコフスキに学んだ。1911年のワルシャワ国立フィルハーモニー管弦楽団創立10周年記念コンクールでは、彼の交響詩「ダンテの夢」が入賞した。1911年から1939年まで彼はワルシャワ音楽院で和声と楽式論とピアノを教え、1932年からは作曲の教授となった。それと並行して1932年から1939年まで、彼はワルシャワ音楽院の芸術と学術部門の管理者の一員だった。
第二次大戦中には作曲家スタニスラフ・カズロ (Stanisław Kazuro) の地下音楽院で教えた。1945年から1948年にはワルシャワ音楽学校で作曲を教え、ここでの生徒にはタデウシュ・バイルト、Włodzimierz Kotoński、そしてAndrzej Markowskiがいる。同時に彼は1945年から1948年までオペラ公演の監督を務め、1946年から1947年にはワルシャワ音楽学校の副校長を務めた。
1956年から1961年までレイテルは、バルト海に面した都市ソポトの音楽学校で教えた。教職の外に彼は1908年から1960年代まで種々のポーランドの音楽雑誌に、芸術論や批評記事を活発に書いていた。彼は現代ポーランド作曲家協会の役員（1925‐33）、音楽演劇記者協会の副会長（1925‐35）、フレデリック・ショパン協会の副会長（1947‐55）、ワルシャワ音楽協会の会長（1948‐52）を務め、ポーランド作曲家組合のメンバーであった。
1937年にレイテルはポーランド復興勲章カヴァレルスキ十字勲章を、1960年にはグダニスク市の賞を受賞した。

## 作品
ピョートル・レイテルの主な作品は次の通り。
- ピアノソナタ第1番ハ短調, 1906
- 変奏曲嬰ヘ短調 - ピアノのための, 1906
- 変奏曲 - 弦楽四重奏のための, 1906
- Koncert fortepianowy, 1907
- ピアノソナタ第2番イ長調, 1907
- Grażyna 交響詩, 1908, 1954
- 讃歌 - ソプラノ、テノール、混声合唱、オーケストラのためのカンタータ, 1908
- シンフォニア第1番ロ短調, 1909
- 序曲形式の詩 - オーケストラのための, 1910
- 叙情詩 - 交響詩, 1910
- 「海賊」 - 交響詩, 1911
- 「ダンテの夢」 - 交響詩, 1911
- 「聖なる林」 - 交響詩, 1913
- Legenda o św. Jerzym, 交響詩, 1918
- Ijola, オペラ, 1927
- Wstęp do dramatu, 交響詩, 1931
- Faun i Psyche, バレエ, 1931
- Andrzej z Chełmna, オペラ, 1939, 1949
- Krzyżowcy, オペラ, 1941
- 「スターリン」 - バリトン、混声合唱、オーケストラのためのカンタータ, 1949
- シンフォニア第2番 "Mickiewiczowska" - テノール、混声合唱、オーケストラのための, 1950
- シンフォニア第3番 - テノールとオーケストラのための, 1950
- ヴァイオリン協奏曲, 1950
- ピアノのための練習曲, 1950
- 七つの前奏曲 - アコーディオンのための, 1950
- ロマンス - クラリネットとピアノのための, 1951
- 前奏曲とトッカータ - ピアノのための, 1951
- 「森の中に雪が舞う」 - 無伴奏合唱のための, 1951
- Żelazowa Wola, 交響詩, 1952
- Śląski pierścień, バレエ, 1956
- シューマンの主題による変奏曲 - クラリネットとピアノのための, 1957
- 「アガメムノンの墓」 - バリトン、混声合唱、オーケストラのためのカンタータ, 1959
- シンフォニア第4番 "Koncertująca" - フルート、クラリネット、ホルン、ハープ、オーケストラのための, 1960

## 門下
- アレクサンドル・タンスマン[5]
- タデウシュ・バイルト
- Włodzimierz Kotoński
- Andrzej Markowski
- トマス・キーセヴェッテル (作曲家、国立ウッチ高等音楽学校教授)[2]
- ステファン・キシェレフスキ (作曲家、作家、評論家)[2]
- アンジェイ・パヌフニク (作曲家、指揮者)[2]
- ピョートル・ぺルコフスキ (作曲家)[2]